# The Union (film)
The Union è un film del 2024, diretto da Julian Farino.

## Trama
Mike McKenna è un operaio edile di Paterson, nel New Jersey, la cui vita cambia inaspettatamente quando la sua fidanzata del liceo, Roxanne Hall, rientra nella sua vita dopo 25 anni. Ora è un’agente segreto per un’organizzazione segreta nota come "Union" e lo recluta, inizialmente contro la sua volontà.
Tranquillizzato da Rox, Mike si sveglia ore dopo a Londra. Rox spiega come lo ha portato lì e lui si affretta a uscire dal lussuoso hotel, incontrando il suo capo Tom Brennan. Lo informano su una missione ad alto rischio, affermando che la sua identità senza pretese è la copertura perfetta.
L'Union è in subbuglio dopo un’operazione fallita a Trieste, che ha portato alla morte di diversi agenti. Con un disperato bisogno di un volto nuovo, si rivolgono a Mike, un "nessuno", per una missione critica volta a recuperare informazioni governative sugli agenti delle forze dell’ordine in varie agenzie.
La valigetta contenente le informazioni sensibili sulle persone che hanno servito le nazioni occidentali alleate viene messa all’asta al miglior offerente. La pericolosa operazione si estende in tutta Europa e include una serie di minacce internazionali, tra cui terroristi iraniani, agenti nordcoreani e spie russe.
Mike si sottopone a un vigoroso allenamento, normalmente svolto nell’arco di sei mesi, ma condensato in meno di due settimane. Gli viene data un’altra identità, si sottopone a test psicologici, viene addestrato al combattimento corpo a corpo e al tiro di precisione, il tutto mentre cerca di tenere il passo con l’abilissima Roxanne.
Inviato dall'Union con cinque milioni per acquistare l’opportunità di fare un’offerta all’asta di intelligence, Mike viene immediatamente attaccato da quella che credono sia un’altra parte interessata. La squadra lo fa uscire a malapena in tempo, ma il dispositivo di accesso all’asta viene danneggiato irreparabilmente. A corto di soldi, l'Union decide di combattere sporco, rintracciando i mercenari coreani nella speranza di acquisire i loro.
L'Union si infiltra con successo tra i coreani, impossessandosi del loro dispositivo. Tuttavia, l’esperto di comunicazione del sindacato viene scoperto e ucciso nel furgone. La squadra osserva da lontano con orrore l’esplosione del loro quartier generale. Costretti a nascondersi, la sera successiva la squadra si riunisce per l’asta. Tom fa un’offerta con i soldi della CIA, mentre Foreman lavora per rintracciare la posizione di Quinn, e Rox e Mike si affrettano a raggiungerla.
Juliet Quinn è costretta da Rox e Mike a portarli alla valigetta. A casa sua, poco prima che se ne vadano, Nick Faraday arriva alla porta. Avvertendo che sono tutti in grave pericolo, convince Rox a lasciarlo entrare. Viene rivelato che Nick è uno dei sei agenti dell'Union che si ritenevano morti a Trieste. Afferma che Tom Brennan, il fondatore dell'Union, è la talpa. Poi Mike scopre che Nick era il marito di Rox.
Convinti a incontrarsi con un collegamento della CIA su un ponte il giorno successivo, Rox e Mike partono insieme con la valigetta. In macchina, lui è sconvolto dal fatto che lei non abbia menzionato Nick, e lei insiste che erano stati separati. Sentendosi come se avesse vissuto una vita insignificante, Mike annuncia di aver finito e scende dall’auto.
Tuttavia, Mike si rinfresca e si presenta al ponte al mattino, dove entrambi si scusano. Nick chiama Rox, rivelando di aver incastrato lei e Brennan, poiché sta progettando di vendere le informazioni agli iraniani. Si è stancato di non ricevere mai un credito né un rimborso decente per il lavoro svolto alla Union. Mike e Rox fuggono mentre la CIA si avvicina.
Rintracciando Nick in Istria, Rox e Mike interrompono l’accordo con gli iraniani, che si ritirano. Poi anche Giulietta si ritira con i suoi uomini. Mike appare improvvisamente su una moto e Rox gli lancia la valigetta. Dopo un inseguimento in giro per la città da parte degli iraniani, finalmente tornano insieme, quando Nick e Mike hanno una situazione di stallo. Per non rischiare la vita di Rox, Mike posa la pistola. Durante un successivo inseguimento in auto, Rox si ferma quando crede che sia morto. Alla fine raggiungono Nick sul molo, che sceglie di morire piuttosto che lasciare che Rox lo porti in prigione.
La domenica, al matrimonio, Rox si presenta. Si chiamano l’un l’altro per aver dimostrato di prendersi cura l’uno dell’altro. Mentre stanno per sgattaiolare via insieme, Brennan appare e invita Mike a unirsi a loro per una missione imminente.

## Distribuzione
Il film è stato distribuito sulla piattaforma Netflix il 16 agosto 2024.